# Альфред Ґордон Ґейдон
Альфред Ґордон Ґейдон (26 вересня 1911 — 16 квітня 2004) був провідним спектроскопістом і вченим у галузі горіння.
Він виховувався в Сербітоні, графство Суррей, де відвідував школу Ґейтгауз, а потім гімназію Кінґстона. Там він став завзятим веслярем, пізніше займався веслуванням в Імперському коледжі Лондона та Кінґстонському веслувальному клубі. У 1929 році він закінчив Королівський науковий коледж (нині Імперський коледж), факультет фізики, а після закінчення аспірантури отримав посаду в Інституті Ширлі Асоціації дослідження бавовни поблизу Манчестера.
Він був відповідальним за розробку ударно-хвильової труби як засобу для вивчення полум'я та горіння, і був обраний членом Лондонського королівського товариства в 1953 році, а в 1960 році нагороджений медаллю Румфорда.
Однак він, можливо, найбільш відомий своєю здатністю бачити ультрафіолетове світло. У 1936 році, коли він працював в Інституті Ширлі, вибух у лабораторії пошкодив йому око, яке пізніше довелось видалити. Друге око, з видаленим кришталиком, також не бачило. Але поволі зір в оці почав частково відновлюватися і виявилось, що тепер Ґейдон міг бачити ультрафіолет, хоча сприймав колір у блакитному спектрі.
У 1936 році він повернувся до Імперського коледжу, а згодом отримав стипендію Воррена від Лондонського королівського товариства, а з 1961 року очолив кафедру молекулярної спектроскопії на кафедрі хімічної інженерії та хімічної технології.
У 1940 році він одружився з Філіс Ґейз. Помер у 2004 році. 

## Книги
- A.G. Gaydon (1974). The Spectroscopy of Flames. Springer. ISBN 978-9400957220.
- A.G. Gaydon (1979). Flames, Their Structure, Radiation, and Temperature. Chapman & Hall. ISBN 978-0470264812.
- A.G. Gaydon, I.R. Hurle (1963). The Shock Tube In High Temperature Chemical Physics. Literary Licensing. ISBN 978-1258637460.